# 日之影町コミュニティバス
日之影町コミュニティバス（ひのかげちょうコミュニティバス）は、宮崎県西臼杵郡日之影町にて運行しているコミュニティバスである。「すまいるバス」の愛称を持つ。
自家用自動車（白ナンバー車）による有償運送で、運行管理は日之影タクシー及びヤマトタクシーに委託されている。

## 概要
町内で運行されていた、宮崎交通の廃止代替バスである「見立線廃止代替バス」、通院の便を図って運行されていた「町立病院路線バス」、交通空白地から患者を輸送するために設定されていた「へき地患者輸送車」の3種類の生活路線（詳細は下記）を、高齢化などによるバス需要の拡大を受け再編したもの。再編に当たっては、町立病院路線バスを「循環線」、見立線廃止代替バスとへき地患者輸送車を「集落線」とし、運行時間や集落線の系統数の拡大、国道沿い区間以外のフリー乗降区間化を実施し、町内の集落の可能な限りのカバー、宮崎交通の域外への路線バス（延岡市・高千穂町方面）への接続向上など、一般客の利用促進策が図られている。
また、愛称を公募で「すまいるバス」と決定し、併せてカメのマスコットが設定されている。

## 運行内容
※運行開始当時の情報。
運賃
- 1回利用 - 300円
- 1日利用 - 600円
中学生以下は無料。また、日之影町役場で回数券が発売されている。

運転日
- 土曜日・日曜日・祝日・年末年始（12月29日 - 1月3日）は運休。

## 沿革
- 2008年6月1日 - 運行開始。

## 路線
※運行開始当時の情報。

### 循環線
運行は日之影タクシー。
循環線
- 町立病院 - JA日之影支所 - 役場 - 日之影温泉駅 - 宮銀駐車場 - 青雲橋バス停 - 町立病院
  - 両方向循環で、役場先回り・青雲橋先回りとも1日6本。他に朝に宮銀駐車場→役場→町立病院間の便がある。

八戸線
- 町立病院→青雲橋バス停→舟の尾→八戸黎明館→八戸上→舟の尾→青雲橋バス停→町立病院
  - 表記方向の片方向循環で、1日3本。

### 集落線
見立線
- 町立病院 - 西日之影 - 諸和久下 - （諸和久） - （白仁田） - 仲組 - 広瀬 - （煤市） - 見立中学校 - あけぼの荘 - （奥村） - あけぼの荘 - 西日之影 - 役場
  - 月曜日・水曜日・金曜日のみ3本運行。諸和久は月曜のみ、白仁田・奥村は水曜のみ、煤市は金曜のみ経由。運行はヤマトタクシー。

畑野・末市線
- 役場 - 町立病院 - 東深角 - 高巣野 - 末市 - 町立病院 - 畑野 - 役場
  - 月曜日のみ運行。末市先回り2本、畑野先回り1本。運行は日之影タクシー。

乙草線
- 役場 - 町立病院 - 大人上 - 高巣野 - 乙女 - 役場
  - 火曜日のみ運行。町立病院先回り2本、乙女先回り1本。運行はヤマトタクシー。

今別府・樅木尾線
- 役場 - 町立病院 - 中崎 - 下小原 - （今別府） - （樅木尾） - 役場
  - 火曜日のみ運行。町立病院先回り2本、下小原先回り1本。今別府は第1・第3・第5火曜、樅木尾は第2・第4火曜のみ経由。運行は日之影タクシー。

鹿川・松の内線
- 役場 - 町立病院 - 松の内 - 町立病院 - 鹿川 - 役場
  - 水曜日のみ運行。松の内先回り2本、鹿川先回り1本。運行はヤマトタクシー。

大瀬線
- 役場 - 町立病院 - 中崎 - 横迫 - 役場
  - 水曜日のみ運行。町立病院先回り2本、横迫先回り1本。運行は日之影タクシー。

徳富・小菅線
- 役場 - 町立病院 - 小菅 - 町立病院 - 徳富 - 影待 - 役場
  - 木曜日のみ運行。小菅先回り2本、影待先回り1本。運行はヤマトタクシー。

尾越線
- 役場 - 町立病院 - 高校通り - 八戸黎明館 - 尾越 - 役場
  - 木曜日のみ運行。町立病院先回り2本、尾越先回り1本。運行は日之影タクシー。

大山線
- 役場 - 町立病院 - 新町 - 八戸黎明館 - 大山 - 役場
  - 金曜日のみ運行。町立病院先回り2本、大山先回り1本。運行は日之影タクシー。

この他にスクールバス見立・仲組線があるが、許可証を持った町民のみが回数券で乗車可能。

## 車両

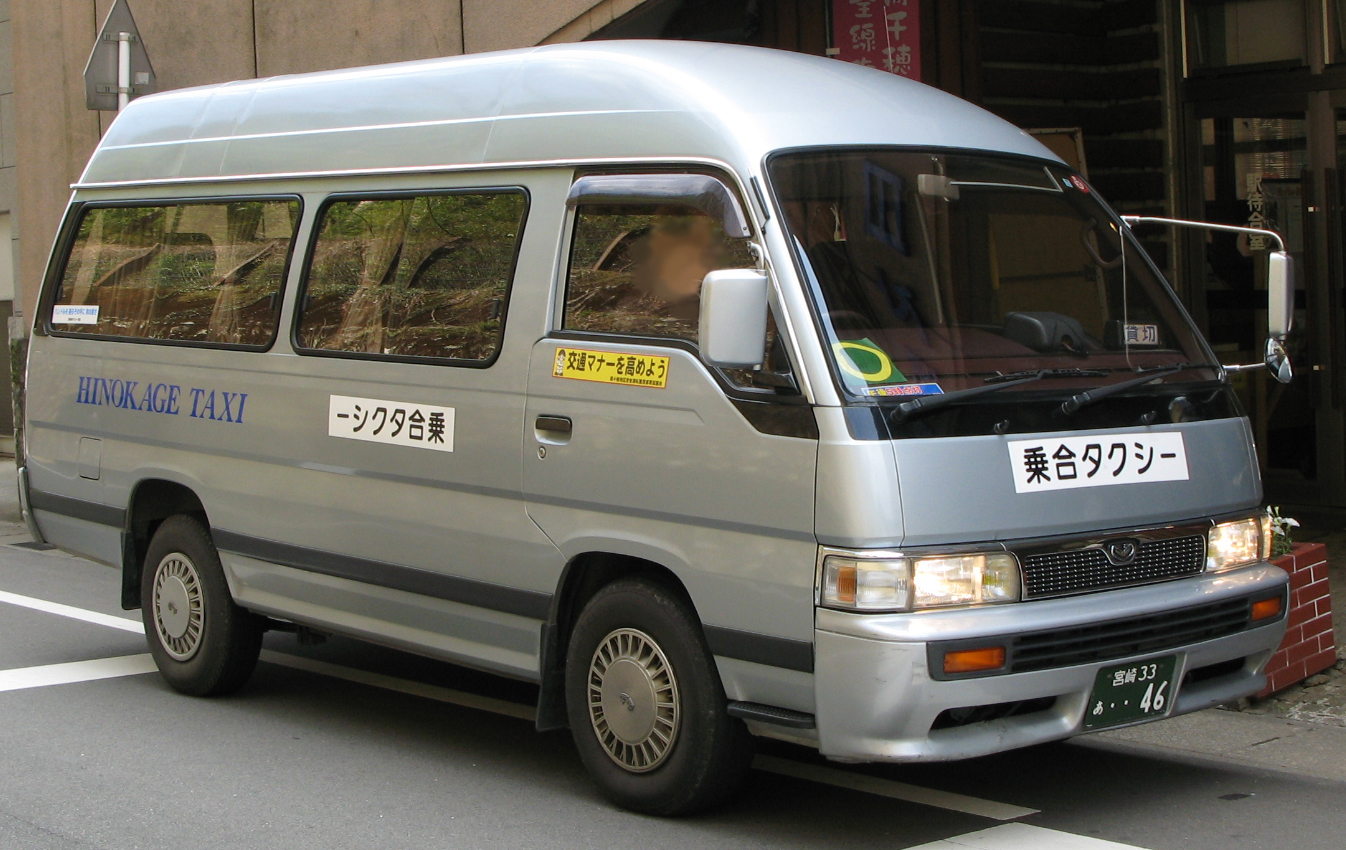
乗合タクシーの車両（当時）

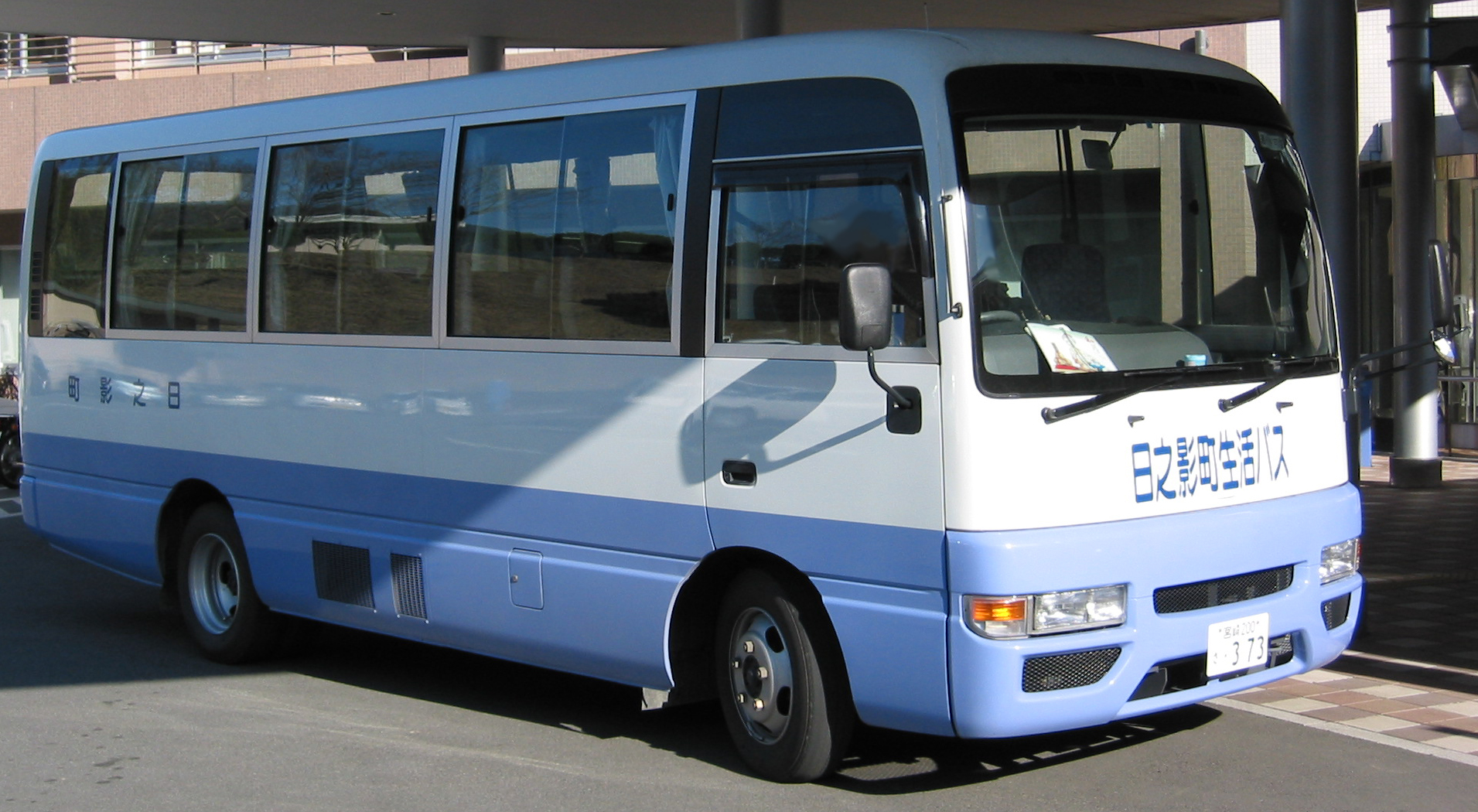
2005年当時の車両
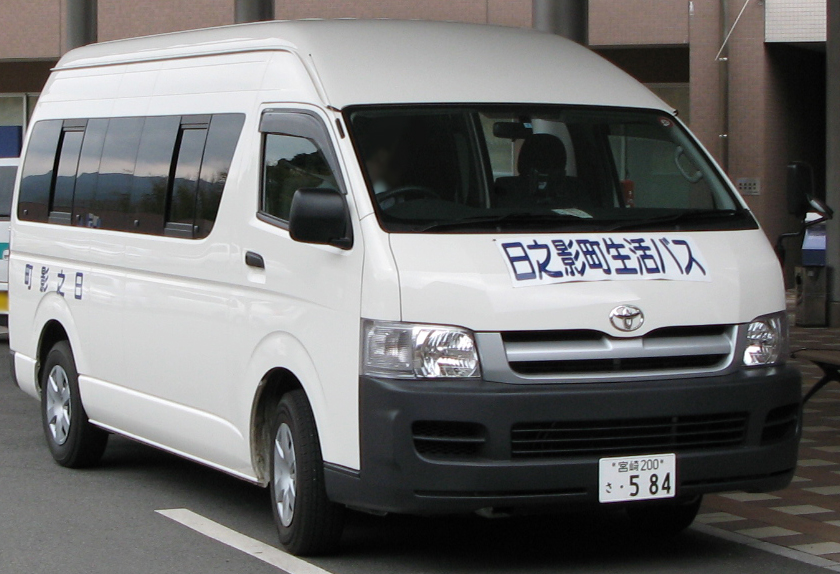
2008年当時の車両

- 車両2台（水曜日は3台）で運用している。1台はトヨタ・ハイエースである。

## 前身路線
コミュニティバス運行開始まで町にて運行していた「見立線廃止代替バス」「町立病院路線バス」「へき地患者輸送車」については、以下の通りである。

### 見立線廃止代替バス

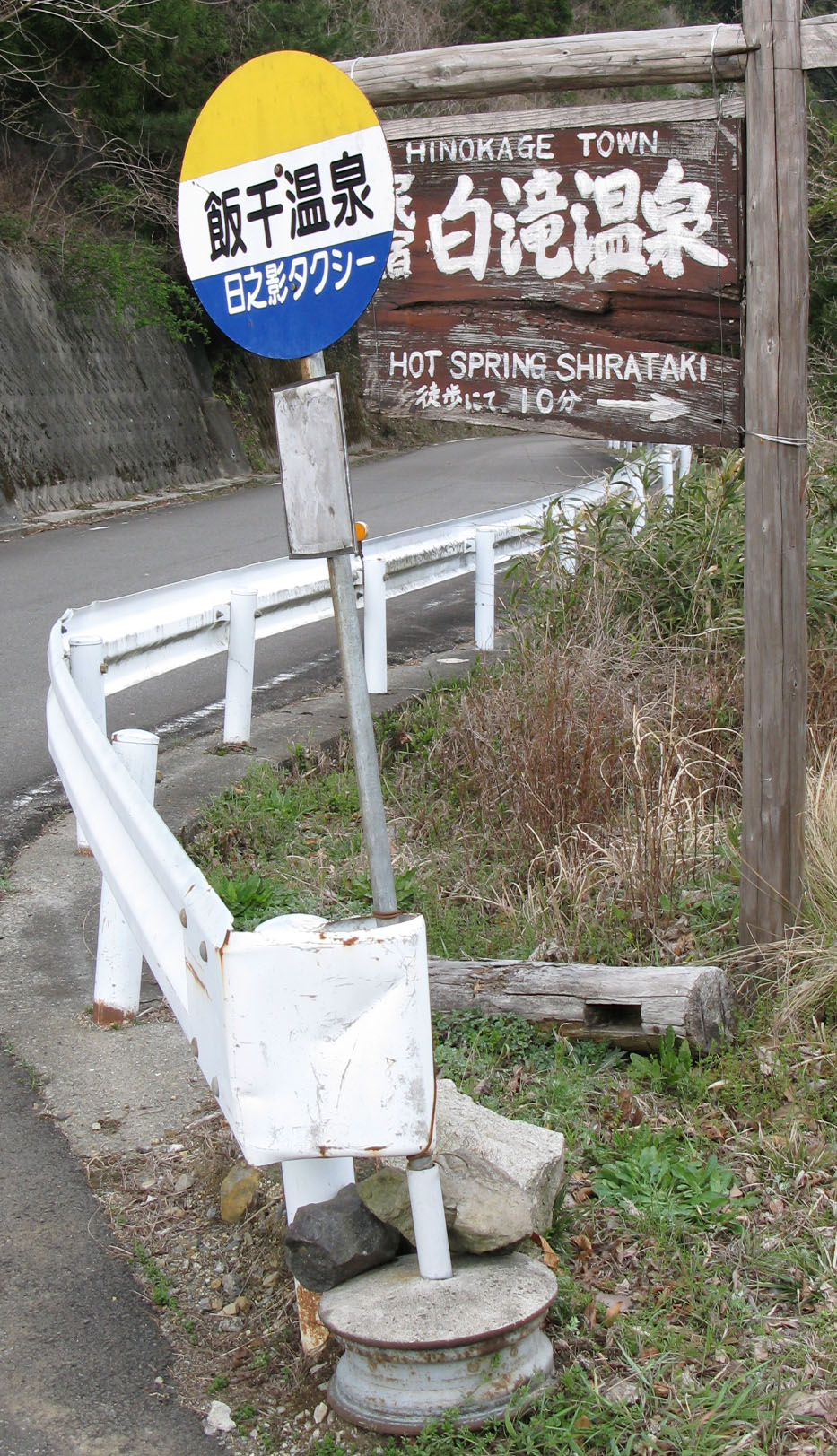
乗合タクシーのバス停（当時）

宮崎交通の見立線廃止の代替として運行開始。この路線のみ、日之影タクシー委託（緑ナンバー）の乗合タクシーとなっていた。

#### 沿革
- 1998年4月6日 - 週3回2往復で運行開始。

#### 概要
- 運賃は区間制。但し、日之影温泉駅 - あけぼの荘間で300円以上利用した場合は、日之影温泉駅 - 町立病院間は無料。
- 運行は月曜・水曜・金曜のみ。祝日及び年末年始（12月29日 -  1月3日）は運休。

#### 路線
以下2路線があった。
- 日之影温泉駅 - 甲斐酒店 - 西日之影 - 赤石 - 楠原下 - 小菅下 - 吐の内 - 男渕 - 石垣村 - 上戸川 - 諸和久下 - 仲組 - 川中 - 飯干温泉 - 赤川 - 中村橋 - 煤市吐 - 広瀬 - 見立中学校 - 上川 - 英国館入口 - あけぼの荘
- 日之影温泉駅 - 神影発電所前 - 日之影郵便局 - JA日之影支店 - 大人集落入口 - 森林組合入口 - かい歯科クリニック前 - 町立病院
  - 日之影温泉駅 - あけぼの荘2往復、日之影温泉駅 - 町立病院1往復。

#### 車両
ジャンボタクシータイプの車両を使用していた。

### 町立病院路線バス
日之影町の中心街と、町立病院とを結んでいた路線。自家用自動車（白ナンバー車）による有償運送（80条バス）で、運転は日之影タクシーに委託していた。

#### 概要
- 1回利用300円、中学生以下は無料
- 土曜日・日曜日・祝日・年末年始（12月29日 - 1月3日）は運休。

#### 路線
- 町立病院 - 森林組合入口 - 大人集落入口 - JA日之影支店 - 日之影郵便局 - 神影発電所前 - 日之影温泉駅 - 東日之影 - 宮銀駐車場
  - 6往復運行。

#### 車両
トヨタ・ハイエースなどを使用していた。
- 2005年当時の車両
- 2008年当時の車両

### へき地患者輸送車
各路線曜日限定で、周辺部と病院や役場とを結んでいた路線。自家用自動車（白ナンバー車）による有償運送（80条バス）だった。

#### 概要
- 1回利用300円
- 祝日及び年末年始（12月29日 - 1月3日）は運休。
- いずれの路線も、朝の役場行1便のみ運行。

#### 路線
小川平、山附線（月曜日のみ）
- 下小原 - 二又 - 糸平 - 大瀬 - 横迫入口 - 田下 - 矢形的 - 大吐 - 中崎 - 国保病院前 - かい歯科前 - 役場

鹿川、大菅線（火曜日のみ）
- 鹿川 - 中川 - 竹の原 - 楠原 - 大菅 - 奥入口 - 新畑 - 国保病院前 - かい歯科前 - 役場

松の木、平清水線（水曜日のみ）
- 鶴の平 - 乙草入口 - 上栃の木 - 栃の木 - 松の木 - 上小原 - 古園 - 国保病院前 - かい歯科前 - 役場 - 小菅 - 平清水 - 国保病院前 - かい歯科前 - 役場

追川、大山線（木曜日のみ）
- 山中橋 - 追川下 - 大規模林道入口 - 岩井川中尾入口 - 国保病院前 - かい歯科前 - 大山 - 星山 - 田吹 - 河内 - 興地 - 甲斐歯科医院前 - 国保病院前 - かい歯科前 - 役場

長谷川、四ヶ惣線（金曜日のみ）
- 影待 - 長谷川 - 中尾 - 徳富 - 一の水 - 平底 - 国保病院前 - かい歯科前 - 椛木 - 新町 - 阿下 - 舟の尾 - 甲斐歯科医院前 - 国保病院前 - かい歯科前 - 役場